# Takehito Koyasu
Takehito Koyasu (子安 武人, Koyasu Takehito, Yokohama, 5 de maio de 1967) é um dublador e cantor japonês. Um de seus trabalhos notáveis como dublador é o personagem "Dio Brando" em séries, e jogos. Também dublou vários outras Animes japoneses.